# آني كاريرا
آني كاريرا (بالإنجليزية: Anie Carera)‏ هي مغنية وممثلة إندونيسية وسيدة أعمال من مواليد 1 يونيو 1969.

## روابط خارجية
- آني كاريرا على إنستغرام